# Pipaix
Pipaix è un paese del Belgio, comune autonomo fino al 1977, e da allora parte di Leuze-en-Hainaut, in Vallonia.

## Geografia
Oltre al paese principale, il territorio comprende anche i villaggi di Lignette, le Coron d'en Haut (abbreviato semplicemente in "le Coron"), Ghyssegnies, les Donjons, Orquennois.

## Economia
Nel paese si trovano due rilevanti birrifici: la Brasserie Dubuisson e la Brasserie à Vapeur, quest'ultima produttrice della Bush.